# Methylfenidát
Methylfenidát (MPH) je stimulant příbuzný fenyletylaminům. Je předepisován k léčbě ADHD (attention deficit hyperactivity disorder) u dětí i dospělých – u osob trpících tímto onemocněním zlepšuje schopnost soustředění. Také je nasazován u nemocných narkolepsií a po určitých typech mozkových zranění. Methylfenidát je jediný stimulant, které se ve studiích ukázal jako prokazatelně efektivní i při léčbě deprese, nicméně k tomu účelu není schválen ani oficiálně využíván. Chemicky to je bílá jemná krystalická látka bez zápachu.
Methylfenidát se v České republice prodává pod názvy Ritalin a Concerta, mezi další názvy používané v Evropské unii patří Medikinet, Equasym, Rubifen, Tranquilyn, Elmifiten, Omozin a další.
Předepisovaní methylfenidátu hyperaktivním dětem je pro část veřejnosti předmětem značných kontroverzí pro jeho příbuznost s pouličními drogami a potenciální návykovost.. Nicméně účinnost a bezpečnost stimulantů při léčbě ADHD prokázaly stovky lékařských studií a desetiletí klinické praxe, v rámci odborné veřejnosti jejich předepisování kontroverzní není. Ačkoli se vede živá debata, nakolik jsou stimulancia nadužívána i v případech, kdy by medikace nebyla nezbytně nutná, a naopak v kolika případech se kvůli předsudkům léky nedostanou k jedincům, jejíchž stav je natolik závažný, že psychofarmakologickou léčbu přímo vyžaduje. U osob trpících ADHD je prokázán zvýšený sklon k užívání návykových látek (např. nikotinu, alkoholu nebo konopí), nicméně ADHD jedinci léčení pomocí stimulancií, jako je methylfenidát, mají v životě nižší riziko vypěstování závislosti na drogách nebo alkoholu a nižší riziko nehod či zranění, než jedinci ponechání bez léčby.

## Účinky
Methylfenidát v mozku inhibuje zpětné vychytávání dopaminu a tím zvyšuje jeho hladinu. Na rozdíl stimulantů jako amfetamin však přímo nestimuluje uvolňovaní dopaminu, z toho důvodu je považován[kým?] za bezpečnější.[zdroj⁠?!]

### Vedlejší účinky
Obvykle hlášené vedlejší efekty methylfenidátu jsou problémy se spánkem (což může vést sekundárně k dalším problémům), ztráta chuti k jídlu, úzkost, deprese, podrážděnost, bolesti břicha, bolesti hlavy, sucho v ústní dutině, rozostřené vidění, nevolnost, závratě, otupělost a motorické tiky nebo třesavka. Až 5 % dětí zažívá halucinace, které často zahrnují červy, hady nebo hmyz.
Ztráta chuti k jídlu se řeší podáváním jídla před podáním léku. Další jídlo se podává až po odeznění anorektického působení léku. Bolesti hlavy, sucho v ústech a bolesti břicha se velmi snižují při zvýšeném zásobení organismu nápoji.
Problémy se spánkem, a to jak s usínáním, tak kvalitou spánku, se řeší fyzickou zátěží na čerstvém vzduchu. Je-li pacient dostatečně unavený, usíná rychle a spánek je kvalitní.
Podrážděnost či úzkost je u psychostimulancií zcela běžně se vyskytující vedlejší účinek, v případě nutnosti jej lze tlumit doplněním medikace o guanfacin, lék pro tento účel oficiálně schválený FDA.

### Předávkování
Mírné předávkování (například v důsledku náhodného podání dvojnásobné dávky) methylfenidátem může vést k závratím, bušení srdce, poruchám spánku, zvýšené bdělosti ("bdění") nebo dokonce k nadměrné sedaci. Vzhledem ke krátkému trvání účinku v řádu několika hodin není obvykle nutná žádná léčba.
Závažné předávkování může vést k nadměrné excitaci centrálního nervového systému, křečím a deliriu až kómatu. Může se objevit vysoký krevní tlak a srdeční arytmie. V takových případech je naléhavě nutné lékařské ošetření. Delirium se může objevit pouze v případech závažného zneužívání po dobu několika týdnů náhlým vysazením léku.

### Interakce s jinými látkami
Konzumace látky s látkou obsahují kofein je pravděpodobně nejznámější interakce. U osob s ADHD byl často prokázán paradoxní účinek kofeinu a tabáku, takže osoba má tendenci být uspaná a ospalá. Kombinace kofeinu nebo tabáku s methylfenidátem může způsobit neklid, nervozitu, mravenčení, nepříjemné pocity.
Methylfenidát se nesmí přidávat k neselektivním ireverzibilně působícím inhibitorům monoaminooxidázy (MAO) (do 14 dnů po jeho posledním užití), protože může hrozit riziko hypertenzní krize.
Při současném užívání může methylfenidát snižovat účinek antihypertenziv, zejména guanethidinu. Na druhé straně může být zvýšen počáteční sympatomimetický účinek guanetidinu a amantadinu.
Vzhledem k tomu, že methylfenidát inhibuje odbourávání antikoagulancií kumarinového typu, antiepileptik (např. fenobarbitalu, fenytoinu, primidonu), neuroleptik a tricyklických antidepresiv (např. imipraminu, desipraminu) a také fenylbutazonu v organismu, je třeba při jejich společném podávání snížit dávku.
Pokud se společně s methylfenidátem užívá alkohol, může případně dojít ke změně metabolismu účinné látky.
Některé přípravky s prodlouženým uvolňováním methylfenidátu by se neměly užívat společně s antacidy nebo antagonisty H₂-receptorů, protože to může vést k rychlejšímu uvolňování.

### Závislost
Tato látka je považována za kontroverzní, protože je údajně návyková. Navzdory podobnosti s nelegálními drogami působí methylfenidát jinak. Látka se do krve dostává pomaleji a má mnohem slabší účinek. Na druhou stranu je dávkování nižší a konstantnější. Důsledná je také kvalita, protože methylfenidát je kontrolovaná droga. Struktura látky je velmi odlišná od obvyklých léků. Správné problémy se závislostí nebyly prokázány. Drogově závislí mají obecně problém s tím, že chtějí stále více své drogy. V případě léku s methylfenidát tomu tak není. Nevhodné, zvýšené množství účinné látky nepřináší zlepšení nálady nebo výkonnosti.
Pacienti však často uvádějí, že si na lék zvyknou a vedou lepší život a ptají se, zda si lék vůbec vzali. Často se také uvádí, že po vysazení léku se příznaky ADHD znovu silněji objeví, což může být pro pacienta nepříjemné. Dříve se doporučovalo užívat léky pouze do školy nebo do práce, nyní se doporučuje užívat je i ve volném čase, protože jinak klesá rekreační hodnota v důsledku zvýšené hladiny stresu, a tím i kvalita života.
Absence spojitosti mezi medikací ADHD pod lékařským dohledem a drogovou závislostí byla opakovaně potvrzena v rozsáhlých retrospektivních analýzách. Švédská studie provedená na 38 753 jedincích ukázala, že léčba ADHD stimulanty nejenže nebyla spojena se zvýšenou mírou výskytu užíváním návykových látek, ale naopak tuto míru významně snižovala o asi 30 %. Stejná studie také zjistila, že riziko abúze klesalo úměrně tomu, čím déle byla stimulancia předepisována. Podobné výsledky byly zjištěny i v retrospektivní analýze zdravotní péči v USA u dalších 3 milionů pacientů s ADHD.

## Dávkování
U různých léčivých přípravků s methylfenidátem není dávka závislá na hmotnosti nebo věku. U dětí je dávka v průměru vyšší než u dospělých, protože mozek má jiné stadium vývoje. Dávka je individuální a určuje se podle fáze hledání optimálního dávkování. To je považováno za lékařský standard. Ta spočívá v tom, že se začíná s nízkou dávkou po dobu několika týdnů se opatrně zvyšuje dávka. Každá dávka se pak udržuje po dobu několika dnů. Optimální dávka odpovídá ideálnímu účinku bez příznaků předávkování.
Na začátku během dávkování pacienti uvádějí zvýšenou motivační touhu a euforii. Tato fáze však končí nejpozději po dvou měsících a není cíleným účinkem, ale není ani známkou toho, že osoba užívající lék nemá ADHD. 

## Zneužívání
Ritalin je někdy zneužíván jako stimulant např. studenty, kteří chtějí vydržet bdělí ve zkouškovém období. Také je užíván rekreačně např. v klubovém prostředí, často v kombinaci s alkoholem, někdy i s jinými drogami. Od devadesátých let došlo k vzestupu v ilegálním užívání methylfenidátu. Zneužívání jako droga může mít různé negativní důsledky.

## Kontroverze
Od roku 2000 se kolem methylfenidátu objevují kontroverze kvůli jeho častějšímu předepisování. Tento nárůst předepisování je způsoben především rostoucí informovaností a povědomím o ADHD. Existují však případy, zejména v USA a Jižní Americe, kdy je lék předepisován bez řádné diagnózy ADHD. Nadužívání léků na ADHD se vyskytuje zejména ve vyspělých západních zemích, naopak v postkomunistických státech je pozorovaný zcela odlišný trend, v ČR jsou léky na ADHD předepisovány řádově (o 1 000 až 2 500 % na počet obyvatel) méně často než v Německu, Dánsku, Norsku nebo Austrálii, přestože přeci jen častěji než v jiných východních zemích. Výsledek je, že methylfenidát se nedostává ani k jedincům kterým jejich psychiatr vyslovil diagnózu ADHD a kteří jsou namísto toho nadměrně léčeni antipsychotiky (67 % dětí s ADHD je v ČR takto léčeno, v zahraničí se používají pouze v asi 2 % případů). Antipsychotika nejsou k léčbě ADHD schválená ani doporučená, protože nemají na děti s ADHD pozitivní vliv, pouze po dobu podávání maskují příznaky ADHD které okolí pacienta nejvíce obtěžují. Stereotypem je, že rodiče chtějí živé děti především zklidnit, a k tomuto zklidnění dochází zejména tehdy, když jsou podávány příliš vysoké dávky léku bez pečlivého dávkování a zjištění dávky. Děti uvádějí ztrátu zájmu a osobnosti, ale také nepohodlí. Dávka je individuální a nezávisí na věku nebo hmotnosti léčené osoby.
V USA proběhlo několik soudních sporů týkajících se přípravku Ritalin od společnosti Novartis. Problémem zde byla distribuce a marketing. Do roku 2002 byly všechny žaloby zamítnuty nebo staženy.